# Влада (фільм, 1968)
«Влада» — американський кінофільм 1968 року. В основі фільму однойменний науково-фантастичний роман Френка Малкома Робінсона  1956 року.

## Історія створення
Фільм продюсував Джордж Пел, а знімав режисер Байрон Гескін, що до цього поставив ряд класичних екранізацій фантастики і пригод, таких як «Острів скарбів» (1950) за Робертом Стівенсоном, «Війна світів» (1953) за Гербертом Веллсом, «Із Землі на Місяць» (1958) за Жюлем Верном.
Сюжет книги Френка Робертсона був істотно перероблений сценаристом Джоном Гейем, місце дії перенесено в містечко Сан-Марино в Каліфорнії, змінені імена багатьох героїв (втім прізвища Таннер, Нордлунг і Ван Зандт були залишені), прибрані деякі сюжетні лінії і другорядні персонажі, так, щоб при досить насиченому екранному дії хронометраж фільму не перевищив стандартний для того часу — 1 годину 40 хвилин чи трохи більше.
Кінозірка Джордж Гемілтон був запрошений на головну роль — професора Джима Таннера, а Сюзанн Плешетт на роль його напарниці і об'єкта романтичного інтересу Маргері Ленсінг (у книзі Мардж Хенсон). Незважаючи на значну переробку сюжету, історія, розказана у фільмі, дуже близька по духу і послідовності подій до книги Робертсона, за винятком розв'язки.
У фільмі багато пам'ятних моментів: вбивство з допомогою центрифуги, покажчик, що «звихнувся», іграшкові солдати, що стріляють з цих рушниць, «оживаючі» предмети. Музика, написана володарем «Оскара» Міклошем Рожа, також вельми виразна. Крім того, використані екзотичні інструменти (цимбали), присутні звукові ефекти, підкреслюють самі напружені моменти фільму. Наприклад, чути гучний стук серця під час придушення волі героя телепатом.

## Сюжет
Головний герой, дослідник Таннер, виявив, що серед його колег є хтось, що володіє психічними надздібностями, а саме телекінезом. На своє здивування Таннер розуміє, що і сам володіє цим даром. Але тут його товариші починають гинути один за іншим, і Таннер починає полювання за другим «суперменом», поки, нарешті, не стикається віч-на-віч з непереможним суперником.

## В ролях
- Джордж Гемілтон — професор Джим Таннер
- Сюзанн Плешетт — професор Маргері Ленсінг
- Річард Карлсон — професор Норман І. ван Зандт
- Івонн Де Карло — місіс Селлі Холлсон
- Ерл Голліман — професор Талбот Скотт (Скотті)
- Гері Меррілл — Марк Корлейн
- Кен Маррі — Гровер
- Барбара Ніколс — Флора
- Артур о'Коннелл — професор Гаррі Холлсон
- Нехеміа Персофф — професор Карл Мельнікер

## Додаткові факти
Українською та російською мовою фільм не демонструвався і не видавався.